# 桑洋
桑洋（1982年7月17日—），浙江杭州人，中國退役男子羽毛球運動員，2000年亞青賽和世青賽男雙冠軍，2003年世界羽毛球錦標賽銅牌、2004年湯姆斯盃及2005年蘇迪曼盃冠軍隊伍成員。

## 職業生涯
桑洋11歲進入浙江隊，受訓於前中國國家隊男雙主力黃展忠，2000年入選國家隊，並與搭檔鄭波贏得該年的亞青賽和世青賽男雙冠軍，後來曾與鄧傳海搭檔出戰2001年世界羽毛球錦標賽，最終敗於隊友陳其遒/劉永而止步32強。
2002年，中國在主場舉辦的湯姆斯盃準決賽遭遇馬來西亞時，由於男雙全敗導致中國最後落敗，因而決定由擔任男單主教練並培養出吉新鵬、夏煊澤、陳宏等世界冠軍的湯仙虎從該年7月開始接手男雙進行改革，桑洋和鄭波也自此成為固定搭檔。

### 世錦賽四強
2003年3月，桑洋與鄭波入選蘇迪曼盃隊員名單，最終中國隊在決賽以1比3敗於韓國隊而獲得亞軍。
桑洋/鄭波參加在2003年7月底舉辦的世界羽毛球錦標賽男子雙打項目，兩人在八強時遭遇去屆闖入四強的馬來西亞選手陳重名/鄒俊英，並以2比1擊敗對手，晉級四強。最終，兩人在準決賽敗於該屆世錦賽冠軍拉爾斯·帕斯克/喬納斯·拉斯姆森，止步四強。8月底，桑洋/鄭波在印尼羽毛球公開賽準決賽以2比0（15-9、15-5）擊敗馬來西亞的鍾騰福/李萬華，決賽時再以1比2逆轉泰國組合，成為印尼公開賽賽史上第一組來自中國的男雙冠軍。10月，桑洋/鄭波在香港羽毛球公開賽首輪敗於美國的韓奇/白國豪。隔月，兩人在中國羽毛球公開賽首輪爆冷淘汰丹麥的延斯·埃里克森/馬丁·倫加德·漢森，16強時擊敗香港組合廖國華/楊禮峰，最終敗於隊友程瑞/王偉，止步八強。

### 湯姆斯盃奪冠
2004年5月，桑洋/鄭波代表中國出戰在印尼雅加達舉辦的湯姆斯盃。中國隊在小組賽與衛冕冠軍印尼隊相遇，桑/鄭在第四點以2比1（15-13、2-15、15-11）擊敗陳甲亮/特里·庫沙揚托，幫助中國隊以小組第一晉級淘汰賽，也是中國十年來第一次在湯姆斯盃擊敗印尼。在決賽遭遇丹麥隊時，桑/鄭兩人再次出戰第四點的雙打，並在積極的進攻下以2比0（15-3、15-8）擊敗老將埃里克森/漢森，幫助中國以3比1戰勝丹麥，奪下睽違12年的湯姆斯盃。

### 雅典奧運八強
憑藉在世錦賽闖入四強以及在湯姆斯盃的表現，桑洋/鄭波開始被視為中國在奧運的奪牌希望之一。2004年8月，桑洋/鄭波以第6種子的身分出戰在希臘雅典舉辦的夏季奥林匹克运动会羽毛球男子雙打比賽。他們在首輪輪空，第二輪時以2比0淘汰馬來西亞的陳重名/鄒俊英，但在半準決賽時遭遇奪冠熱門、韓國的金東文/河泰權，最終以直落二（1-15、11-15）落敗而止步八強。
2004年11月，桑洋/鄭波出戰中國羽毛球公開賽，於八強時擊敗馬來西亞組合凌文輝/法魯茲祖安，但在準決賽面對鄒俊英/鐘騰福時，以16-17、15-13、13-15落敗。

### 拆組與退役
2005年5月，桑洋做為主力出戰在中國北京舉辦的蘇迪曼盃，最終中國在決賽以3比0擊敗印尼。8月，他與鄭波前往美國阿納海姆舉辦的世界羽毛球錦標賽，在男子雙打比賽第二輪即以2比0（8-15、9-15）敗於賽會第8種子、馬來西亞的鄒俊英/鍾騰福，止步32強。
在蘇迪曼盃結束之後，桑洋與鄭波的成績逐漸下滑，鄭波更在之後與提攜兩人的湯仙虎表示，他們因為「彼此不服對方，將情緒帶到比賽當中」而無法獲得好成績，湯仙虎在明白兩人的矛盾無法調和之後而將兩人拆對。此後桑洋與鄭波兩人皆曾先後與孫君傑、徐晨搭檔。
桑洋因為腰椎間盤突出的舊傷復發，在慎重考慮後而決定退役。2007年3月22日，中國國家隊為他舉行退役儀式，並獲得總教練李永波頒發的「中國羽毛球特殊貢獻獎」獎盃。此後桑洋回到浙江隊擔任隊員兼教練，並在參加第十一屆全運會之後全心執教。

## 技術特點
由於桑洋練雙打的時間較長，因而在與鄭波搭檔時都是桑洋領導較多。桑洋的網前技術、封網意識較佳，在比賽時主要負責前場；鄭波身體素質較為出眾，則在後場進行連續起跳進攻，使兩人的搭配能夠互補。但是兩人因為性格差異而經常「冷戰」，並在2004年雅典奧運會落敗之後更加惡化，一手提拔他們的湯仙虎曾表示，如果兩人不吵架了，水平不會輸給蔡贇/傅海峰。

## 主要比賽成績
只列出曾進入準決賽的國際賽事成績：
| 年份   | 賽事                 | 項目     | 搭檔   | 成績   |
| ------ | -------------------- | -------- | ------ | ------ |
| 1999年 | 亞洲青年羽毛球錦標賽 | 男子單打 | －     | 銀牌   |
| 1999年 | 亞洲青年羽毛球錦標賽 | 男子雙打 | 陳郁   | 金牌   |
| 2000年 | 亞洲青年羽毛球錦標賽 | 男子雙打 | 鄭波   | 金牌   |
| 2000年 | 亞洲青年羽毛球錦標賽 | 混合雙打 | 張亞雯 | 銀牌   |
| 2000年 | 世界青年羽毛球錦標賽 | 男子雙打 | 鄭波   | 金牌   |
| 2000年 | 世界青年羽毛球錦標賽 | 混合雙打 | 張亞雯 | 金牌   |
| 2000年 | 世界青年羽毛球錦標賽 | 混合團體 | －     | 金牌   |
| 2002年 | 法國羽毛球公開賽     | 男子雙打 | 鄭波   | 亞軍   |
| 2002年 | 法國羽毛球公開賽     | 混合雙打 | 趙婷婷 | 亞軍   |
| 2003年 | 蘇迪曼盃             | 混合團體 | －     | 銀牌   |
| 2003年 | 世界羽毛球錦標賽     | 男子雙打 | 鄭波   | 銅牌   |
| 2003年 | 印尼羽毛球公開賽     | 男子雙打 | 鄭波   | 冠軍   |
| 2004年 | 湯姆斯盃             | 男子團體 | －     | 金牌   |
| 2004年 | 中國羽毛球公開賽     | 男子雙打 | 鄭波   | 準決賽 |
| 2005年 | 蘇迪曼盃             | 混合團體 | －     | 金牌   |

### 世界冠軍頭銜
桑洋在羽毛球生涯中共奪得 2 項羽毛球世界冠軍頭銜。
| 賽事     | 奪冠次數 | 年份               |
| -------- | -------- | ------------------ |
| 湯姆斯盃 | 1        | 2004年（男子團體） |
| 蘇迪曼杯 | 1        | 2005年（混合團體） |
| 總計     | 2        |                    |

### 奧運會和世錦賽參賽紀錄
|          | 搭檔   | 2001 | 2003 | 2004 | 2005 |
| -------- | ------ | ---- | ---- | ---- | ---- |
| 男子雙打 | 鄧傳海 | 32強 | －   | －   | －   |
| 男子雙打 | 鄭波   | －   | 銅牌 | 8強  | 32強 |